# Hic manebimus optime

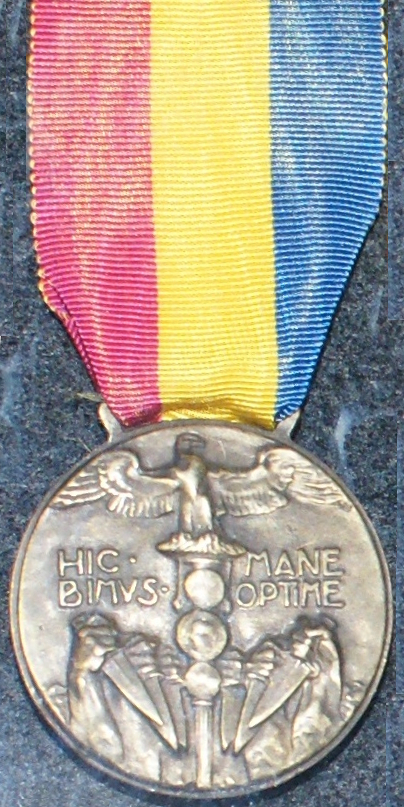
Ripresa della frase come motto dannunziano sulla Medaglia commemorativa della spedizione di Fiume

Hic manebimus optime ("Qui staremo benissimo") è una frase diventata celebre come espressione di risolutezza.
È riportata da Tito Livio nella sua Storia romana (Ab Urbe condita libri, V, 55), dov'è attribuita a un centurione che, nel frangente storico del sacco di Roma (circa 390/386 a.C.), avvenuto durante le invasioni celtiche della penisola italiana, l'avrebbe pronunciata come esortazione per i propri compagni, influendo, in modo indiretto, sulla successiva decisione del Senato romano di  non abbandonare la città.

## Aneddoto
I senatori, dopo il sacco di Roma da parte di Brenno, capo della tribù dei Galli Senoni, avvenuto nel 390 a.C. secondo la tradizione storica romana, stavano discutendo se lasciare Roma e trasferirsi a Veio oppure ricostruire la città. Mentre erano riuniti a consiglio nella Curia Ostilia, giunse la voce di un centurione che ordinava al vessillifero (signifer) di piantare le insegne. L'esortazione del militare fu interpretata come buon auspicio e il Senato romano si risolse a restare e a ricostruire la città.
Nel racconto di Tito Livio, l'aneddoto è il seguente:
( Tito Livio, Ab Urbe condita libri, traduzione di Gian Domenico Mazzocato, libro V, 55, Roma, Newton Compton.)

## Uso nella comunicazione politica italiana
La celebrità della frase di Livio in epoca contemporanea è dovuta in parte al fatto che nel 1870 fu ripresa da Quintino Sella a proposito di Roma capitale del Regno d'Italia. L'espressione è divenuta una frase d'autore quando, il 12 settembre 1920, fu ripresa e usata come motto dal poeta Gabriele D'Annunzio durante l'occupazione della città di Fiume (1919 - 1920), città divenuta autonoma dopo la prima guerra mondiale, ma rivendicata con forza dai reduci italiani. La frase, utilizzata con il significato di «siamo qui per restare», fu anche stampata con l'effigie del Vate sulla prima serie di francobolli della Reggenza Italiana del Carnaro, emessa il 12 settembre 1920.
La Quadriga dell'Unità, posta in cima al Vittoriano tra il 1924 e il 1927, reca uno scudo con su scritta la frase di Livio.
Eugenio Montale inserì la citazione nella poesia Al mare (o quasi):
Negli anni si sono registrate ulteriori riprese da parte di uomini politici italiani, in particolare da parte dell'allora presidente della Repubblica Sandro Pertini, il 16 novembre 1980 e il 14 ottobre 1984, come solenne smentita delle voci di sue dimissioni.
La frase, divenuta proverbiale, è entrata anche in uso in contesti più colloquiali, venendo pronunciata, a volte con intento scherzoso, per manifestare la volontà di non muoversi più da un luogo raggiunto o da una destinazione.